# Pan i pani Kiler
Pan i pani Kiler (ang. Killers) – amerykański komediowy film akcji z 2010 roku w reżyserii Roberta Luketica.

## Obsada
- Ashton Kutcher jako Spencer Aimes
- Katherine Heigl jako Jennifer Kornfeldt
- Tom Selleck jako pan Kornfeldt (ojciec Jennifer)
- Catherine O’Hara jako pani Kornfeldt (matka Jennifer)
- Katheryn Winnick jako Vivian
- Kevin Sussman jako Mac Bailey
- Lisa Ann Walter jako Olivia
- Casey Wilson jako Kristen
- Rob Riggle jako Henry
- Martin Mull jako Holbrook
- Alex Borstein jako Lily Bailey
- Letoya Luckett jako Amanda